# Sejm piotrkowski 1509
Sejm piotrkowski 1509 – Sejm walny Korony Królestwa Polskiego został zwołany w 23 listopada 1508 roku do Piotrkowa.
Sejmiki przedsejmowe odbyły się: proszowski 1 lutego, generalny korczyński 4 lutego i kolski 24 lutego 1509 roku.
Obrady sejmu trwały od 11 marca do 16 kwietnia 1509 roku.